# Fizyka ciała stałego

Wymiana atomów w ciele stałym w wyniku dyfuzji

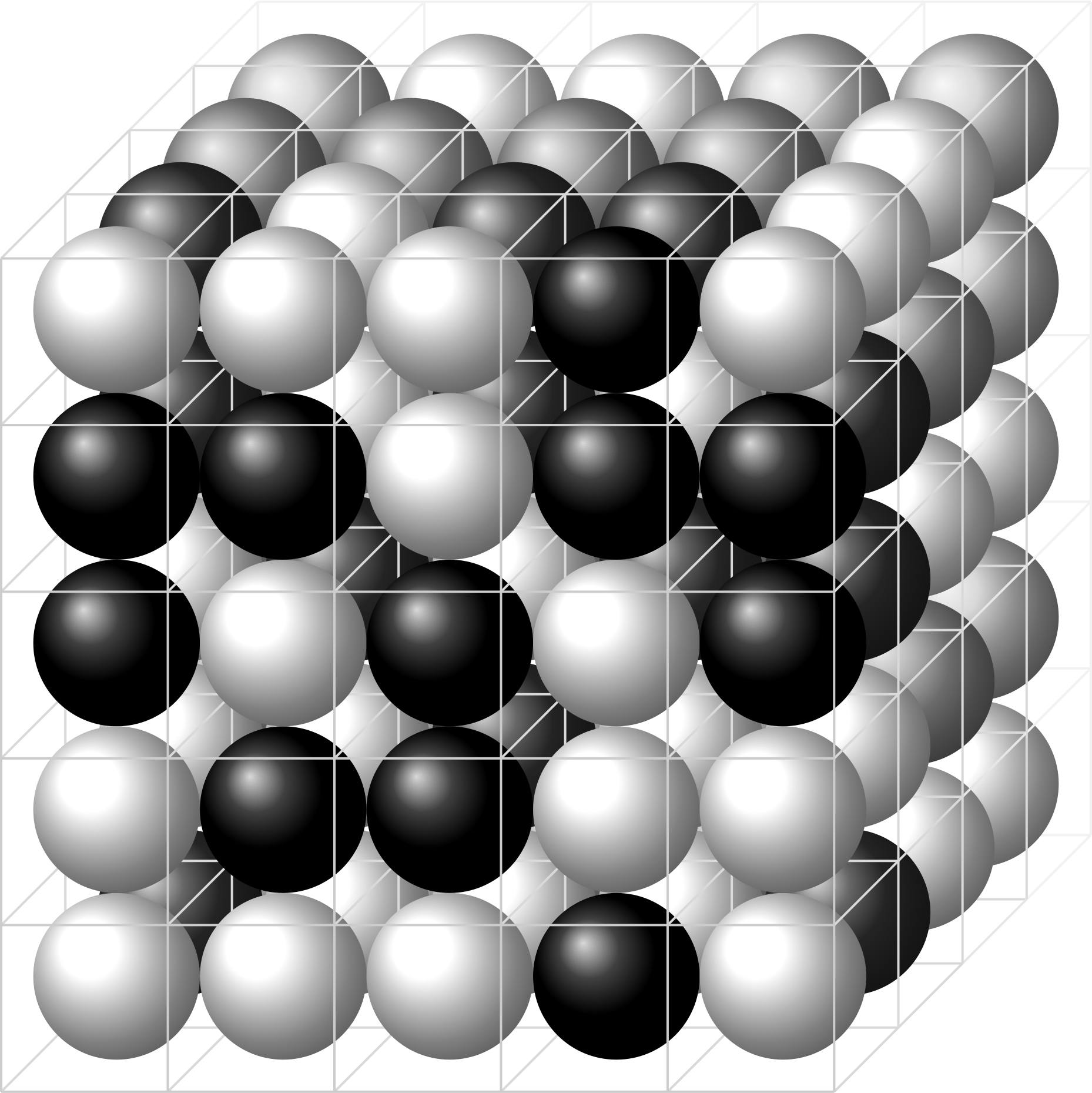
Model upakowania atomów w krystalicznym ciele stałym

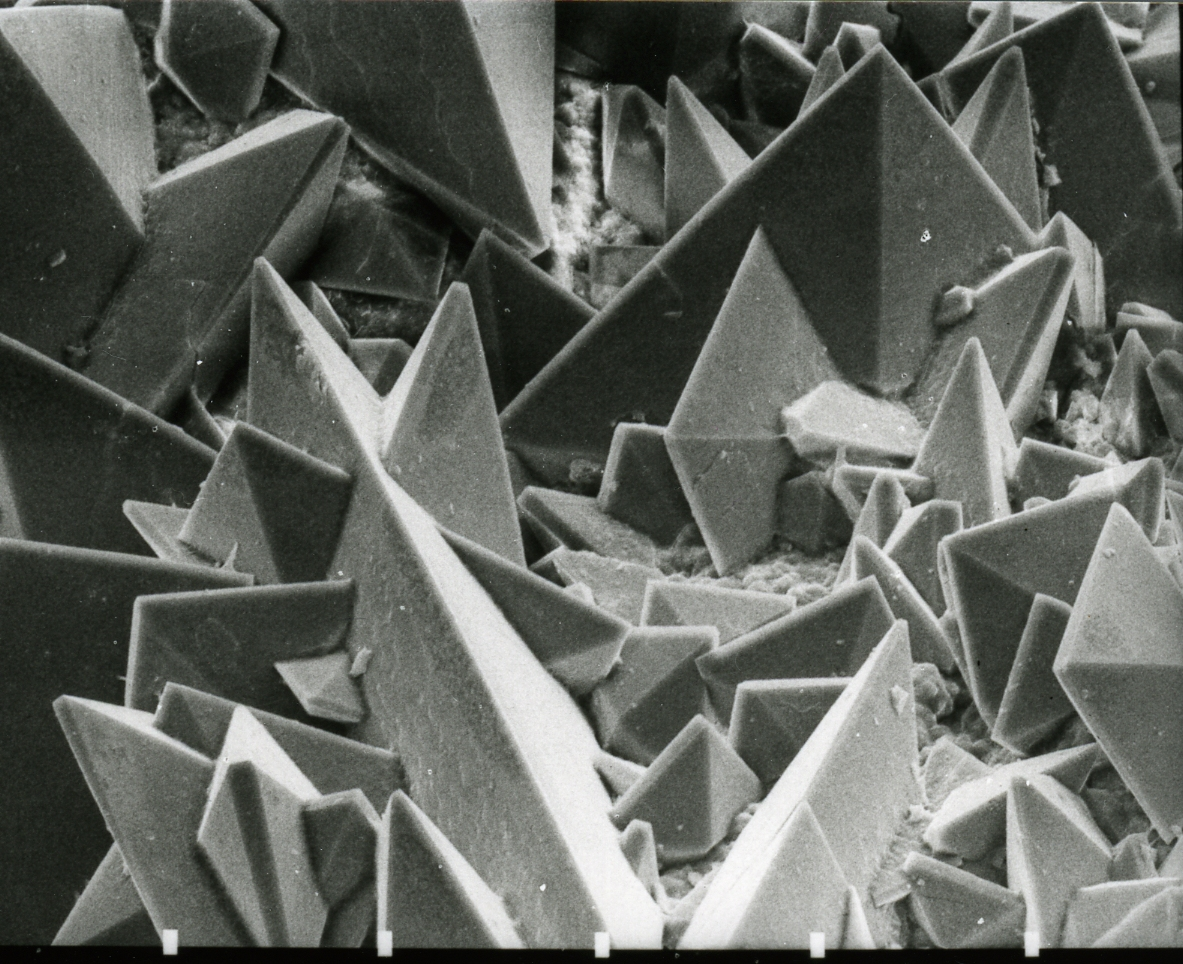
Obraz SEM przykładowego ciała stałego – szczawianu wapnia (kamień nerkowy)

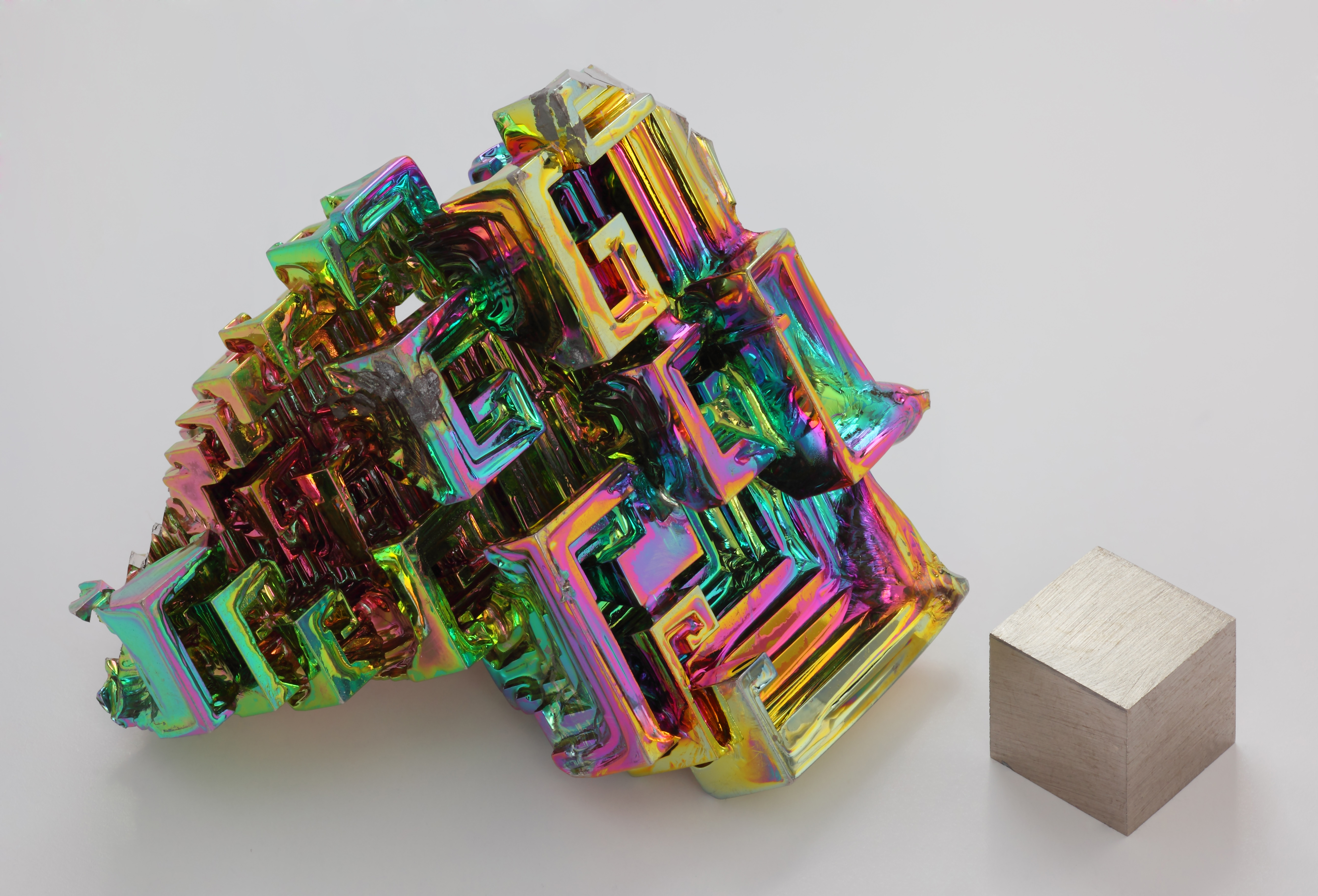
Bizmut krystaliczny opalizujący w wyniku utlenienia warstwy powierzchniowej

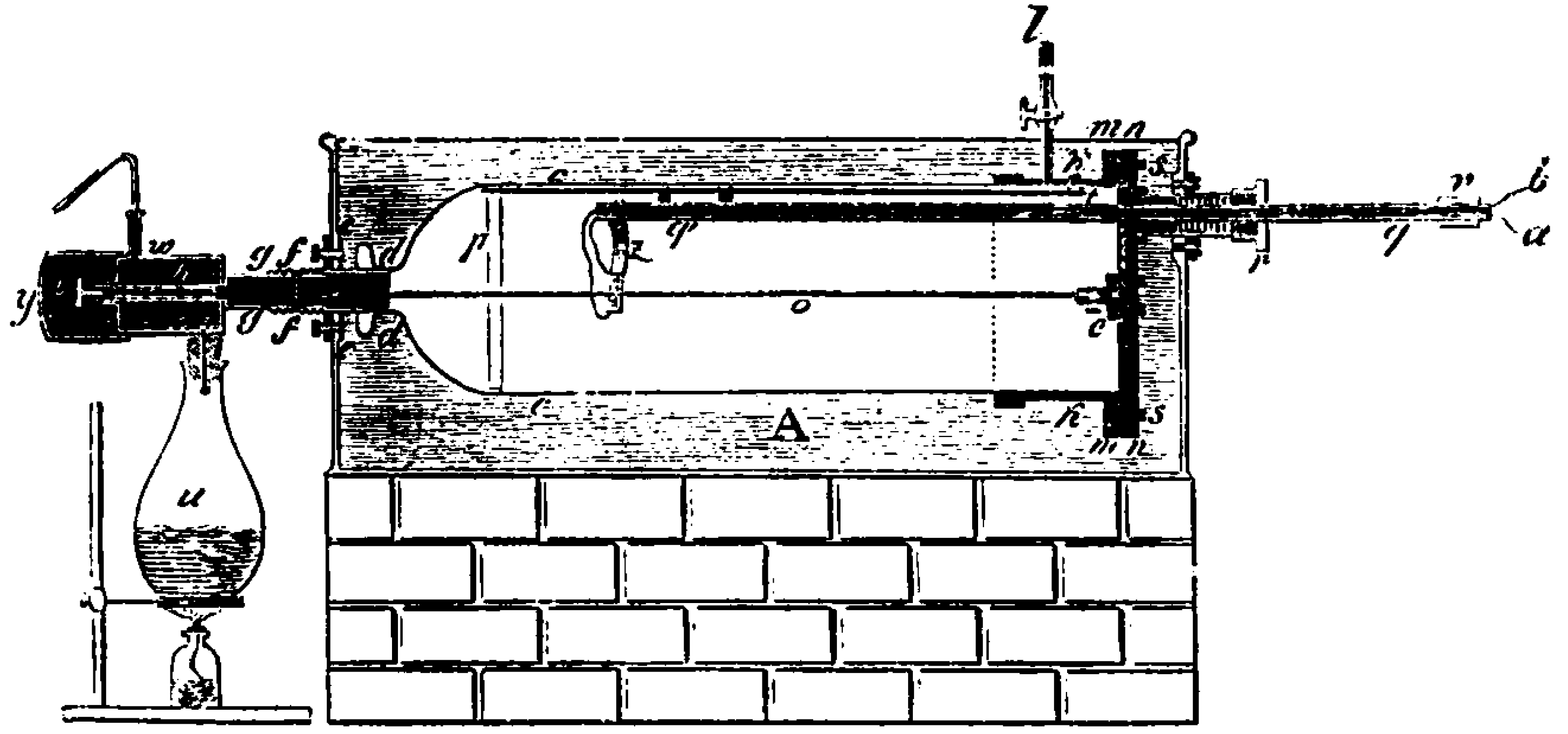
Aparatura, za pomocą której Wiedemann i Franz ustalili zależność LT = K/σ

Fizyka ciała stałego – dział fizyki zajmujący się ciałami stałymi, tj. takimi które w danych warunkach zachowują swój kształt makroskopowy. Fizyka ciała stałego jest częścią fizyki materii skondensowanej.
Z mikroskopowego punktu widzenia, atomy i cząsteczki w ciele stałym zachowują swoje położenie względem innych atomów, wykonując tylko pewne drgania wokół swoich średnich położeń. Atomy te mogą być ułożone w przestrzeni zgodnie z pewnymi regułami symetrii - mówimy wtedy o kryształach. Obok kryształów klasycznych, w których cała struktura atomowa da się przedstawić w postaci pewnego powtarzającego się w przestrzeni wzoru, możliwe są również tzw. kwazikryształy, w których atomy tworzą nieperiodyczną sieć o symetrii np. pięciokątnej, oraz ciała amorficzne, czyli bezpostaciowe, w których nie ma dalekozasięgowego uporządkowania. 
Laboratoria fizyków ciała stałego są z reguły nastawione na badanie określonych własności ciał, co odpowiada określonym specjalizacjom. Można tu wymienić własności magnetyczne, przewodnictwo elektryczne, własności mechaniczne i optyczne, które są opisywane przez odpowiednie stałe materiałowe. Takimi stałymi są podatność magnetyczna, temperatury krytyczne charakteryzujące różnego rodzaju przemiany fazowe, moduł Younga, przenikalność elektryczna itp. W ostatnich latach dużym zainteresowaniem cieszą się badania własności, wynikających ze szczegółów struktury o rozmiarach nanometra, tj. 10−9 metra, tzw. nanotechnologia.

## Główne zagadnienia
- Ciało amorficzne
- Sieć krystaliczna
  - defekty sieci krystalicznej
  - kwazikryształ
  - model wolnych elektronów – zob. elektron swobodny
  - rentgenografia strukturalna
- Struktura elektronowa
  - pasma elektronowe
  - fale Blocha
  - masa efektywna
  - dziura elektronowa
  - gaz Fermiego
    - poziom Fermiego

  - ciecz Fermiego
  - ekscyton
- Zjawiska transportu
  - przewodnictwo elektryczne
  - efekt Halla (klasyczny)
  - efekt Halla (kwantowy)
  - magnetoopór
  - nadprzewodnictwo
- Własności mechaniczne
  - model Debye’a ciała stałego
  - sprężystość
  - efekt Mößbauera
  - fonon
- Własności optyczne
  - optyka kryształów